# 3 janvier 1974
Le jeudi 3 janvier 1974 est le 3e jour de l'année 1974.

## Naissances
- Pablo Thiam, footballeur guinéen
- Francisco Rivera Ordóñez, matador espagnol
- Hayley Yelling, athlète britannique spécialiste des courses de fond
- Alessandro Petacchi, coureur cycliste italien
- Kentarō Itō, seiyū (doubleur) japonais
- François Choquette, homme politique québécois
- Todd Warriner, joueur professionnel de hockey canadien
- Franck Riester, homme politique français
- Sibylle Blanc, actrice suisse
- Juan Pérez Márquez, handballeur espagnol
- Hiroko Tamoto, joueuse de softball japonaise
- Mike Ireland, patineur de vitesse canadien
- Urs Kunz, coureur suisse de combiné nordique
- MV Bill, réalisateur, écrivain, acteur et militant contre le trafic de drogue brésilien
- Thierry Debès, footballeur français

## Décès
- Sonoike Kinyuki (né le 29 avril 1886), auteur japonais des ères Taishō et Shōwa
- Jacques Gautron (né le 7 janvier 1892), agriculteur et un homme politique français
- Jimmy McStay (né le 12 septembre 1893), footballeur et entraîneur écossais
- Gino Cervi (né le 3 mai 1901), acteur italien
- Umberto Terenzi (né le 30 octobre 1900), prêtre et fondateur italien

## Autres événements
- Instauration du Quatorzième gouvernement de l'État espagnol avec Carlos Arias Navarro à sa tête
- Nouvelle constitution en Birmanie instituant un régime à parti unique[1]. Adoption d'un nouveau drapeau.
- All Along the Watchtower est interprété par Bob Dylan pour la première fois en concert à Chicago
- Nuisement-aux-Bois disparaît, détruit puis englouti avec les villages de Chantecoq et Champaubert, lors de la mise en eau du lac du Der-Chantecoq destiné à réguler les crues de la Marne et de la Seine[2].
- Sortie de l'album The Phosphorescent Rat
- Première diffusion du téléfilm Le Secret des Flamands